# JOETZ
JOETZ is de jeugddienst van de Socialistische Mutualiteiten in Vlaanderen en Brussel. Het is een landelijke erkende jeugdorganisatie erkend door de Vlaamse Gemeenschap met afdelingen in elke provincie. JOETZ biedt diensten aan voor jongeren tussen 3 en 30 jaar en is actief op verschillende vlakken in het jeugdwerk.

## Werking
De werking van JOETZ bestaat uit twee kerntaken.
De eerste kerntaak van JOETZ is het organiseren van kinder- en jongerenvakanties in België en daarbuiten. Daarbij wordt er gestreefd om alle vakanties betaalbaar te houden. Om voor vermaak op deze vakanties te zorgen worden er ook kadervormingen georganiseerd voor de opleiding van de animatoren.
De tweede kerntaak is de gezondheidsvoorlichting bij kinderen en jongeren. Het bekendste voorbeeld daarvan is de Condoshop en de Condomobiel, waarbij condoompakketjes worden verkocht op festivals en evenementen om het veilig vrijen te promoten. 
JOETZ brengt ook twee tijdschriften uit: Een tijdschrift voor kinderen van 6 tot 12 jaar en een tijdschrift voor jongeren van boven de 12 jaar.

## Geschiedenis
Kort na de Tweede Wereldoorlog wilden de Socialistische Vooruitziende Vrouwen erop toezien dat kinderen die thuis niet alle kansen kregen toch een vakantie konden meemaken en de gezonde lucht konden inademen. De vakanties vonden plaats in de vakantiehuizen die eigendom waren van de Socialistische Mutualiteit. Op die manier bleven de kosten voor de vakanties laag. In 1974 werd een vzw opgericht onder de naam Zonnige Uren. Sinds 2001 heeft de organisatie heel wat naamswijzigingen gehad. "Zonnige Uren" werd "Factor 10" dat op zijn beurt "FX" werd. In 2009 werd de naam veranderd in het huidige JOETZ.